# Mycoplasma synoviae
Mycoplasma synoviae è una specie di batterio appartenente alla famiglia delle Mycoplasmataceae.